# Amselina olympi
Amselina olympi är en fjärilsart som beskrevs av Lancelot A. Gozmany 1957. Amselina olympi ingår i släktet Amselina och familjen Symmocidae. Inga underarter finns listade i Catalogue of Life.